# Michel Koch
Michel Koch (Wuppertal, 15 oktober 1991) is een Duits wielrenner. 
Koch begon zijn wielercarrière bij de bescheiden Duitse ploeg LKT Team Brandenburg. Sinds 2013 rijdt hij als prof bij Cannondale Pro Cycling Team.
Michel Koch komt uit een wielerfamilie, met grootvader Wolfgang Koch, als ook zijn beide ouders Christian Koch en Petra Stegherr en zijn jongere zus Franziska Koch.

## Belangrijkste overwinningen
2009
2e etappe La Coupe du Président de la Ville de Grudziadz
2014
Sprintklassement Ronde van Catalonië

## Resultaten in voornaamste wedstrijden
| Jaar | Ronde van Italië | Ronde van Frankrijk | Ronde van Spanje |
| ---- | ---------------- | ------------------- | ---------------- |
| 2013 |                  |                     |                  |
| 2014 | 152e             |                     |                  |

| Jaar | Amstel Gold Race | Luik-Bast.‑Luik |
| ---- | ---------------- | --------------- |
| 2013 | opgave           | 142e            |
| 2014 |                  |                 |

## Ploegen
- 2010-LKT Team Brandenburg
- 2011-LKT Team Brandenburg
- 2012-LKT Team Brandenburg
- 2013-Cannondale
- 2014-Cannondale